# Шарагольское сельское поселение
Се́льское поселе́ние «Шарагольское» (бур. Шара Голын hомон) — муниципальное образование в Кяхтинском районе Бурятии Российской Федерации.
Административный центр — село Шарагол.

## История
Статус и границы сельского поселения установлены Законом Республики Бурятия от 31 декабря 2004 года № 985-III «Об установлении границ, образовании и наделении статусом муниципальных образований в Республике Бурятия».

## Население
| 2002 | 2011 | 2012 | 2013 | 2014 | 2015 | 2016 |
| ---- | ---- | ---- | ---- | ---- | ---- | ---- |
| 1286 | ↘995 | ↘966 | ↘951 | ↘922 | ↘879 | ↘873 |
| 2017 | 2018 | 2019 | 2020 | 2021 | 2023 | 2024 |
| ↘846 | ↘816 | ↘793 | ↘774 | ↘664 | ↘608 | ↘602 |

## Состав сельского поселения
| № | Населённый пункт | Тип населённого пункта       | Население |
| - | ---------------- | ---------------------------- | --------- |
| 1 | Анагустай        | село                         | ↘102      |
| 2 | Хутор            | село                         | ↘339      |
| 3 | Цаган-Челутай    | улус                         | ↘77       |
| 4 | Шарагол          | село, административный центр | ↘472      |